# 德摩卡莱斯
德摩卡莱斯（英語：Demochares），（前355年—前275年）。古希腊雅典的政治家与演说家，德摩斯梯尼之侄。约公元前322年始闻名，早年因事涉德摩斯梯尼而遭流放，后被召回雅典供职。他主政期间雅典的防务与财政均得到加强，德摩斯梯尼亦被恢复名誉。他同时也凭借出色的辩才而为为人所熟知。

## 扩展阅读
- 本条目包含来自公有领域出版物的文本: Chisholm, Hugh (编).  (第11版). London: Cambridge University Press. 1911.